# Liste der Bodendenkmale in Limbach (Vogtland)
In der Liste der Bodendenkmale in Limbach sind die Bodendenkmale der Gemeinde Limbach und ihrer Ortsteile nach dem Stand der Auflistung von Volkmar Geupel aus dem Jahr 1983 aufgelistet. Eventuelle Änderungen und Ergänzungen, insbesondere aus der Zeit nach der Wende, sind nicht berücksichtigt, da für Sachsen aktuell keine neueren allgemein zugänglichen Bodendenkmallisten vorliegen. Die Baudenkmale sind in der Liste der Kulturdenkmale in Limbach (Vogtland) aufgeführt.
| Denkmal-ID | Fundart            | Ortsteil | Bezeichnung                | Zeitstellung    | Lage                                                                 | Bemerkungen | Bild |
| ---------- | ------------------ | -------- | -------------------------- | --------------- | -------------------------------------------------------------------- | --- | ---- |
| ?          | Befestigung > Burg | Limbach  | Wasserburg „Ringwall“      | Mittelalter     | südlich im Ort, im Winkel zwischen dem Limbach und einem Nebenbach   | runde Niederungsburg, ursprünglich umlaufender Graben, im Norden durch Haus gestört, Außenwall im Osten und Südosten, im Südosten durch Haus gestört, Schutz seit 5. November 1960 |      |
| ?          | besonderer Stein   | Limbach  | Kreuzstein „Radkreuzstein“ | Spätmittelalter | im Ort, Verbindungsweg zwischen Plauener Straße und Pestalozzistraße | Radkreuze auf beiden Seiten, Schleifrillen und zwei Löcher auf der Westseite, Schutz seit 24. Februar 1964                                                                         |      |